# بافليني
بافليني (بالروسية: Бавлены) هي مدينة في مقاطعة فلاديمير أوبلاست في روسيا. يبلغ عدد سكانها حوالي 3125 نسمة.